# Sebastian Holmén
Rasmus Sebastian Holmén (sinh ngày 29 tháng 4 năm 1992) là một trung vệ bóng đá người Thụy Điển được biết đến với khả năng chuyền và chọn vị trí tốt hiện tại thi đấu cho đội bóng Nga F.K. Dynamo Moskva.

## Sự nghiệp

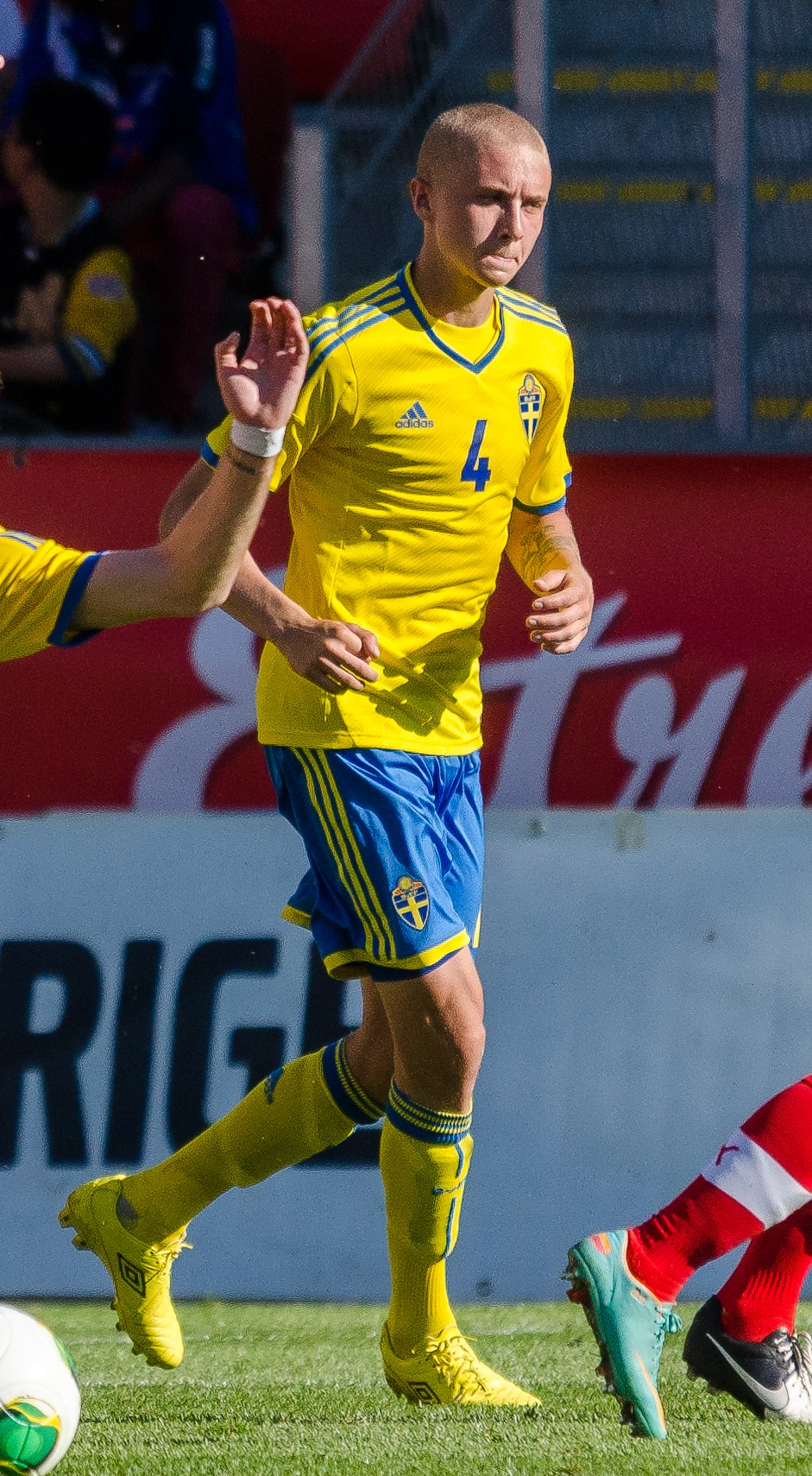
Holmén thi đấu cho U-21 Thụy Điển năm 2013.

Holmén có màn ra mắt ở Allsvenskan vào ngày 22 tháng 4 năm 2013 trước Djurgårdens IF, thay cho Jon Jönsson bị chấn thương. Anh được triệu tập vào U-21 Thụy Điển để thi đấu với Thụy Sĩ và U-20 Cuba.
Ngày 18 tháng 2 năm 2016, anh chuyển đến Nga cùng bản hợp đồng 3,5 năm với F.K. Dynamo Moskva.

## Danh hiệu

### Quốc tế
U-21 Thụy Điển
- Giải vô địch bóng đá U-21 châu Âu: 2015

## Đời sống cá nhân
Sebastian là em trai của tiền vệ Đội tuyển quốc gia Thụy Điển Samuel Holmén.

## Thống kê sự nghiệp

### Câu lạc bộ
Tính đến 24 tháng 4 năm 2019
| Câu lạc bộ          | Mùa giải            | Giải vô địch        | Giải vô địch | Giải vô địch | Cúp     | Cúp       | Châu lục | Châu lục  | Tổng cộng | Tổng cộng |
| Câu lạc bộ          | Mùa giải            | Hạng đấu            | Số trận      | Bàn thắng    | Số trận | Bàn thắng | Số trận  | Bàn thắng | Số trận   | Bàn thắng |
| ------------------- | ------------------- | ------------------- | ------------ | ------------ | ------- | --------- | -------- | --------- | --------- | --------- |
| IF Elfsborg         | 2012                | Allsvenskan         | 0            | 0            | 1       | 0         | 2        | 0         | 3         | 0         |
| IF Elfsborg         | 2013                | Allsvenskan         | 19           | 1            | 3       | 0         | 6        | 1         | 28        | 2         |
| IF Elfsborg         | 2014                | Allsvenskan         | 27           | 1            | 7       | 1         | 6        | 2         | 40        | 4         |
| IF Elfsborg         | 2015                | Allsvenskan         | 29           | 0            | 6       | 0         | 5        | 0         | 40        | 0         |
| IF Elfsborg         | Tổng cộng           | Tổng cộng           | 75           | 2            | 17      | 1         | 19       | 3         | 111       | 6         |
| F.K. Dynamo Moskva  | 2015–16             | Premier League      | 10           | 0            | 0       | 0         | –        | –         | 10        | 0         |
| F.K. Dynamo Moskva  | 2016–17             | National League     | 33           | 0            | 3       | 1         | –        | –         | 36        | 1         |
| F.K. Dynamo Moskva  | 2017–18             | Premier League      | 23           | 0            | 1       | 0         | –        | –         | 24        | 0         |
| F.K. Dynamo Moskva  | 2018–19             | Premier League      | 20           | 0            | 2       | 0         | –        | –         | 22        | 0         |
| F.K. Dynamo Moskva  | Tổng cộng           | Tổng cộng           | 86           | 0            | 6       | 1         | 0        | 0         | 92        | 1         |
| Tổng cộng sự nghiệp | Tổng cộng sự nghiệp | Tổng cộng sự nghiệp | 161          | 2            | 23      | 2         | 19       | 3         | 203       | 7         |